# Kalonzo Musyoka
Stephen Kalonzo Musyoka (ur. 24 grudnia 1953 w Tseikuru) – kenijski polityk, lider Pomarańczowego Ruchu Demokratycznego Kenii i kandydat w wyborach prezydenckich w 2007 roku. W latach 2008–2013 wiceprezydent i minister spraw wewnętrznych Kenii.